# Gottasecca
Gottasecca (piemontiul: Botassëcca) település Olaszországban, Piemont régióban, Cuneo megyében. Lakosainak száma 128 fő (2023. január 1.). Gottasecca Camerana, Dego, Prunetto, Saliceto, Cairo Montenotte, Castelletto Uzzone és Monesiglio községekkel határos.

## Népesség
A település lakossága az elmúlt években az alábbi módon változott:
| Lakosok száma | 148  | 143  | 128  |
|               | 2017 | 2018 | 2023 |